# صني آيلز بيتش (فلوريدا)
صني آيلز بيتش (بالإنجليزية: Sunny Isles Beach)‏ هي مدينة أمريكية تقع في ولاية فلوريدا. تبلغ مساحة هذه المدينة 3.6 (كم²)،ويبلغ عدد سكانها 20832 نسمة حسب إحصاء سنة 2010 م 20832.

## توأمة
لصني آيلز بيتش (فلوريدا) اتفاقيات توأمة مع:
- نتانيا